# Clubiona deletrix
Clubiona deletrix är en spindelart som beskrevs av O. Pickard-Cambridge 1885. Clubiona deletrix ingår i släktet Clubiona och familjen säckspindlar. Inga underarter finns listade i Catalogue of Life.